# 166e division d'infanterie (Allemagne)
La 166e division d'infanterie (en allemand : 166. Infanterie-Division ou 166. ID) est une des divisions d'infanterie de la Wehrmacht durant la Seconde Guerre mondiale.

## Création et différentes dénominations
- 10 octobre 1939 : La division est formée à Bielefeld en Allemagne dans le Wehrkreis VI, en tant que division de l'Armée de remplacement sous le nom de Kommandeur der Ersatztruppen 2./VI
- 15 novembre 1939 : L'état-major est déplacé à Bromberg en Pologne dans le Wehrkreis XX et prend le nom de 166. Division
- 21 décembre 1939 : L'état-major prend le nom de Division Nr. 166
- 25 août 1940 : La division retourne à Bielefeld dans le Wehrkreis VI
- Janvier 1943 : L'état-major de la division est transférée au Danemark avec ses unités de formation, les unités de remplacement ont été prises en charge par la nouvellement formée Division Nr. 176
- 26 octobre 1943 : Avec son reclassement en armée de réserve, la division prend le nom de 166. Reserve-Division
- 9 mars 1945 : Formation de la 166. Infanterie-Division à partir de la 166. Reserve-Division

## Organisation

### Commandants
| Date                              | Grade                  | Commandant           |
| --------------------------------- | ---------------------- | -------------------- |
| 15 novembre 1939 - 1er mai 1940   | Generalleutnant        | Walter Behschnitt    |
| 1er mai 1940 - 15 mars 1941       | General der Infanterie | Otto Schellert (de)  |
| 15 mars 1941 - 1er juin 1942      | Generalleutnant        | Fritz Willich        |
| 1er juin 1942 - 22 juin 1942      | Generalleutnant        | Justin von Obernitz  |
| 22 juin 1942 - 26 octobre 1943    | Generalleutnant        | Helmuth Castorf      |
| 26 octobre 1943 - 10 juillet 1944 | Generalleutnant        | Helmuth Castorf      |
| 10 juillet 1944 - 9 mars 1945     | Generalleutnant        | Eberhard von Fabrice |
| 9 mars 1945 - 28 mars 1945        | Generalleutnant        | Eberhard von Fabrice |
| 28 mars 1945 - 31 mars 1945       | Generalmajor           | Helmuth Walter       |
| 31 mars 1945 - 8 mai 1945         | Generalleutnant        | Eberhard von Fabrice |

## Théâtres d'opérations
- Pologne : novembre 1939 - septembre 1940
- Allemagne : septembre 1940 - janvier 1943
- Danemark : janvier 1943 - mai 1945

## Ordres de bataille
Mars 1945
- Grenadier-Regiment 660
- Grenadier-Regiment 661
- Grenadier-Regiment 662
- Artillerie-Regiment 1066
  - I. Abteilung
  - II. Abteilung
  - III. Abteilung
  - IV. Abteilung
- Pionier-Bataillon 1066
- Divisions-Panzerjäger-Kompanie 166
- Divisions-Versorgungs-Regiment 1066

Octobre 1943
- Reserve-Grenadier-Regiment 6
- Reserve-Grenadier-Regiment 69
- Reserve-Grenadier-Regiment 86
- Reserve-Artillerie-Regiment 1066
- Reserve-Pionier-Bataillon 26
- Divisions-Panzerjäger-Kompanie 166
- Kommandeur der Nachschubtruppen 1066

Novembre 1942
- Infanterie-Ersatz-Regiment 6
- Infanterie-Ersatz-Regiment 69
- Infanterie-Ersatz-Regiment 86
- Artillerie-Ersatz-Regiment 6
- Artillerie-Ersatz-Regiment 16
- Artillerie-Ersatz-Abteilung 36
- Artillerie-Ersatz-Abteilung I./211
- Beobachtungs-Ersatz-Abteilung 6
- Ersatz-Regiment z.b.V.
- Pionier-Ersatz-Bataillon 6
- Pionier-Ausbildungs-Bataillon 6
- Pionier-Ersatz-Bataillon 26
- Pionier-Ausbildungs-Bataillon 26
- Brücken-Bau-Ersatz-Bataillon 2
- Brücken-Bau-Ausbildungs-Bataillon 2
- Panzerjäger-Ersatz-Abteilung 6
- Fla-Ersatz-Bataillon 48
- Fla-Ausbildungs-Bataillon 48
- Fahr-Ersatz-Abteilung 6
- Fahr-Ausbildungs-Abteilung 6
- Kraftfahr-Ersatz-Abteilung 6
- Kraftfahr-Ausbildungs-Abteilung 6
- Bau-Ersatz-Bataillon 6
- Bau-Ausbildungs-Bataillon 6

Septembre 1940
- Infanterie-Ersatz-Regiment 6
- Infanterie-Ersatz-Regiment 16
- Infanterie-Ersatz-Regiment 69
- Infanterie-Ersatz-Regiment 86
- Artillerie-Ersatz-Regiment 6
- Beobachtungs-Ersatz-Abteilung 6
- Ersatz-Regiment z.b.V.
- Pionier-Ersatz-Bataillon 6
- Pionier-Ersatz-Bataillon 26
- Brücken-Ersatz-Bataillon 2
- Panzerjäger-Ersatz-Abteilung 6
- Fahr-Ersatz-Abteilung 6
- Kraftfahr-Ersatz-Abteilung 6
- Bau-Ersatz-Bataillon 6

Mars 1940
- Infanterie-Ersatz-Regiment 6
- Infanterie-Ersatz-Regiment 16
- Infanterie-Ersatz-Regiment 26
- Infanterie-Ersatz-Regiment 69
- Infanterie-Ersatz-Regiment 86
- Artillerie-Ersatz-Regiment 6
- Kavallerie-Ersatz-Abteilung 15
- Pionier-Ersatz-Bataillon 6
- Pionier-Ersatz-Bataillon 16
- Kommandeur der Nachrichtentruppe XX (qu'à partir d'avril 1940)
- Nachrichten-Ersatz-Abteilung 6
- Nachrichten-Ersatz-Abteilung 16
- Fahr-Ersatz-Abteilung 6